# Cryptus andalusiacus
Cryptus andalusiacus là một loài tò vò trong họ Ichneumonidae.